# Ilhéu da Vila e Costa Adjacente - Ilha de Stª. Maria
Ilhéu da Vila e Costa Adjacente - Ilha de Stª. Maria este o arie protejată (arie de protecție specială avifaunistică — SPA) din Portugalia întinsă pe o suprafață de 57,08 ha, integral pe uscat.

## Localizare
Centrul sitului Ilhéu da Vila e Costa Adjacente - Ilha de Stª. Maria este situat la coordonatele 37°57′00″N 25°10′00″W / 37.95°N 25.1667°V.

## Înființare
Situl Ilhéu da Vila e Costa Adjacente - Ilha de Stª. Maria a fost declarat arie de protecție specială avifaunistică în martie 1990 pentru a proteja 2 specii de plante și 9 specii de animale.

## Biodiversitate
Situată în ecoregiunea , aria protejată conține 2 habitate naturale: Vegetație perenă pe țărmurile stâncoase, Faleze cu floră endemică de pe coastele macaroneziene.
La baza desemnării sitului se află mai multe specii protejate:
- plante (2): Myosotis maritima, Spergularia azorica
- păsări (9): Bulweria bulwerii, Calonectris diomedea, prundăraș de sărătură (Charadrius alexandrinus), Columba palumbus azorica, Oceanodroma castro, Puffinus assimilis, Sterna dougallii, Sterna fuscata, chiră de baltă (Sterna hirundo)

Pe lângă speciile protejate, pe teritoriul sitului au mai fost identificate 1 specie de plante, 11 specii de păsări, 1 specie de mamifere.